# Filament mésentérique
Les filaments mésentériques sont, chez les coraux, des filaments servant principalement à la digestion des aliments à l'intérieur de la cavité gastro-vasculaire et du coelentéron. On leur connait aussi un rôle d'attaque et de défense en cas d'agression extérieures par d'autres coraux.

## Description
Ces filaments se trouvent en temps normal à l'intérieur du corps du polype. Ces filaments sont longs, convolutés, ressemblant à des rubans attachés à la couche intérieure des mésentères. Alors que les mésentères sont translucides, les filaments mésentériques sont blancs.
Un filament se divise en trois parties :
- une partie médiane disposant de flagelles
- deux parties latérales plus ou moins bien individualisées, eux dépourvues de flagelles et de cils

Le bord externe de ces filaments se nomme la bande cnidoglandulaire.

## Types de filaments
On distingue huit types de filaments nettement identifiables :
- Les filaments asulcaux, au nombre de deux : ils sont longs, rectilignes et disposent de beaucoup de cils. Leur rôle est de créer un courant d'eau dans la cavité gastro-vasculaire.
- Les filaments sulcaux, au nombre de deux : ils sont courts, voir absents. Grâce à leurs cellules glandulaires, ils achèvent la digestion des particules alimentaires.
- Les filaments latéraux, au nombre de quatre : ils sont courts, voir absents. Grâce à leurs cellules glandulaires, ils achèvent la digestion des particules alimentaires.

## Rôles
Ces filaments servent en premier lieu à attraper les proies absorbées par le polype par sa bouche.
Mais l'animal peut aussi faire sortir ses filaments à l'extérieur du corps pour lui permettre de se protéger d'autres coraux qui le toucheraient ou lui permettre d'attaquer d'autres coraux pour agrandir sa présence sur un récif. Ces filaments passent alors par la bouche et par des petites ouvertures dans le derme oral nommées les cinclides.